# 公認心理師法
公認心理師法（こうにんしんりしほう、平成27年9月16日法律第68号）は、公認心理師の資格を定めて、その業務の適正を図り、もって国民の心の健康の保持増進に寄与すること（同法1条）に関する法律である。
2015年（平成27年）9月16日に公布された。

## 構成
- 第一章 総則（第一条 - 第三条）
- 第二章 試験（第四条 - 第二十七条）
- 第三章 登録（第二十八条 - 第三十九条）
- 第四章 義務等（第四十条 - 第四十五条）
- 第五章 罰則（第四十六条 - 第五十条）
- 附則

## 主務官庁
文部科学省と厚生労働省との共同所管（共管）となる。
- 公認心理師法第一条ただし書きに規定する規定の施行（平成28年3月15日）にて、「文部科学省初等中等教育局及び同局健康教育・食育課並びに厚生労働省社会・援護局障害保健福祉部及び同部精神・障害保健課の所掌事務に公認心理師に関する事務のうち各省の所掌に係るものに関すること」が、文部科学省組織令（平成12年政令第251号）及び厚生労働省組織令（平成12年政令第252号）に加えられた。
- 平成28年3月31日付で、厚生労働省社会・援護局障害保健福祉部精神・障害保健課に、文部科学省より併任発令を受けた担当官を交えて、公認心理師制度推進室が設置された。